# Pascal Bresson
Pour les articles homonymes, voir Bresson.
Pascal Bresson, né le 22 décembre 1969 à Reims, est un scénariste de bande dessinée français, illustrateur et auteur de livres pour la jeunesse.
En 2017, il a signé une quarantaine de livres au cours de sa carrière. 

## Biographie

### Jeunesse et formation
Dans son enfance, Pascal Bresson est influencé par le Journal de Tintin et le dessinateur Tibet, qui lui donne quelques leçons ; il est également élève de René Follet. À 15 ans il se tourne vers le théâtre et entre au conservatoire de Reims où il passe trois ans. À l'âge de 17 ans, dans le périodique rémois L'Union, il effectue quelques travaux d'illustration. Il travaille également pour des fanzines[Quand ?] comme 9e art. 
À 18 ans, Pascal Bresson est appelé à faire son service militaire. Il suit ensuite une formation d'un an à Nancy puis s'inscrit au cours Florent avant d'abandonner.

### Carrière
Après être « devenu papa très jeune », il devient illustrateur et se déclare attiré par le dessin de style ligne claire. Il s'installe à Saint-Malo dans les années 1990 et réalise plusieurs œuvres mettant en scène l'histoire de la Bretagne. À partir de 1995, il dessine les illustrations de plusieurs ouvrages et devient également auteur en 2003.
En 2010, il scénarise sa première bande dessinée pour René Follet : il s'agit de L'affaire Dominici (Glénat), qui porte sur l'affaire criminelle du même nom, survenue en 1952. Admirateur de Nicolas Hulot, Bresson crée entre 2010 et 2012 avec Curd Ridel une série de bande dessinée inspirée de l'émission de télévision Ushuaïa. Ayant publié en 2006 un livre sur l'affaire criminelle impliquant Guillaume Seznec, il co-écrit avec Éric Le Berre la bande dessinée Seznec : malheur à vous, jurés bretons !, servie par le dessin de Guy Michel (2011). L'ouvrage obtient le premier prix du polar, le Prix Taittinger, au festival de Reims.
En 2013, à la demande de la ville de Vigneux-sur-Seine, il réalise Eko-Eko, un ouvrage pédagogique, non commercialisé, pour sensibiliser les écoliers à l'écologie. Il lance ensuite une série sur Corentin Jean Carré, le plus jeune soldat français de la Première Guerre mondiale : Jean-Corentin Carré, l'enfant soldat, en trois volumes, dessinée par Lionel Chouin et Stéphane Duval entre 2014 et 2017. Le premier tome remporte le prix du meilleur album de l'année et du meilleur scénario au festival BDécines. 
Reprenant une collaboration avec René Follet, il signe en 2014 Plus fort que la haine. 
Adaptant les épisodes d'Hervé Baslé, il livre en 2015 la trilogie Entre Terre & Mer, dont Erwan Le Saëc est dessinateur. Suit en 2016 Bugaled Breizh, du nom du chalutier naufragé, avec le même dessinateur,. 
En 2017,  il s'associe avec Erwin Drèze et André Taymans pour L'Oiseau Blanc, s'inspirant de l'histoire d'un biplan disparu en 1927. La même année, il est victime de menaces, insultes et harcèlements sur les réseaux sociaux. 
En 2018, il publie Elle s'appelait Sarah, adapté du livre de Tatiana de Rosnay, avec Perreard Horne ainsi que Simone Veil - L'immortelle, dessiné par Hervé Duphot,. 
En 2020, s'inspirant des Mémoires de Beate et Serge Klarsfeld, traqueurs de nazis, il leur rend hommage avec Sylvain Dorange dans un livre intitulé Un combat contre l'oubli,. Après la publication du livre, Bresson est victime de menaces. L'ouvrage reçoit le prix littéraire des lycéens, apprentis et stagiaires de la formation professionnelle.

## Œuvres

### Illustrateur et auteur
- Jésus t'aime : histoires vraies d'enfants bénis par le Seigneur, texte d'Aline Neuhauser, éd. Viens et vois, 1995  (ISBN 9782909289427)
- Le pays où l'on marchait sur les mains, texte de Chantal Tresbarats, Association Viens et vois, 1999  (ISBN 9782909289694)
- Poulpia jette l'encre, textes de Brice Tarvel, Éd. Cœur de loup, 2000  (ISBN 9782911683220)
- La fée éveil, textes de Nathalie Leguerchois, L'Arbre debout, 2001  (ISBN 9782951565531)
- Lorsque les loups descendirent dans le village des sorciers et des sorcières, textes de Nathalie Leguerchois, L'Arbre debout, 2001  (ISBN 9782951565548)
- Poulpia s'en va-t-en guerre, texte de Brice Tarvel, préf. de Nicolas Hulot, Demgé productions, 2002  (ISBN 9782914400060)
- Marine et Baptiste racontent la merveilleuse histoire du Mont-Saint-Michel (texte et dessin), Éditions P'tit Louis, 2003  (ISBN 9782914721059)
- Douminou se couche trop tard (texte et dessin), Éd. Nouvel envol, 2005  (ISBN 9782915697117)
- Douminou fait des bêtises (texte et dessin), Éd. Nouvel envol, 2005  (ISBN 9782915697124)
- Terre-neuvas, l'impitoyable métier : récit d'un jeune mousse (texte et dessin), Éd. Ouest-France, 2005  (ISBN 9782737335075)
- Guillaume Seznec : une vie retrouvée (texte et dessin), éd. Ouest-France, 2006  (ISBN 9782737338953)
- Poulpia, la petite pieuvre écologique au secours des baleines (texte et dessins), Pascal Bresson ; préface, Nicolas Hulot ; couleurs, Cyrille Leriche, Éd. Chadoré, 2007  (ISBN 9782952741804)
- Le tracteur de Paul : les belles histoires de Paul Bedel, texte de Catherine École-Boivin, éd. Ouest-France, 2008  (ISBN 9782737346514)

### Bande dessinée
Sauf indication contraire, Pascal Bresson est scénariste.
- L'affaire Dominici, dessin de René Follet, Glénat, 2010  (ISBN 9782723470728)
- Ushuaïa, dessin de Curd Ridel, Glénat

1. Le Trésor des Moaï, 2010  (ISBN 978-2-7234-7399-6)
2. La Peur blanche, 2011  (ISBN 978-2-7234-7784-0)
3. L'Héritier des pharaons, 2012  (ISBN 978-2-7234-8406-0)

- Seznec : malheur à vous, jurés bretons !, co-scénarisé avec Éric Le Berre, dessin de Guy Michel, éd. Glénat, 2011  (ISBN 978-2-7234-6398-0)
- Jean-Corentin Carré, l'enfant soldat, éditions Paquet, coll. Mémoire 1914-1918

1. 1915 - 1916, dessin de Lionel Chouin et Stéphane Duval, 2014  (ISBN 978-2-88890-668-1)
2. 1916 - 1917, dessin de Lionel Chouin, 2017  (ISBN 978-2-88890-733-6)
3. 1917 - 1918, dessin de Lionel Chouin, 2017  (ISBN 978-2-88890-808-1)

- Plus fort que la haine, dessin de René Follet, Glénat, 2014  (ISBN 978-2-7234-8480-0)
- Entre Terre & Mer, adaptation d'Hervé Baslé, dessin d'Erwan Le Saëc, Soleil Productions, coll. Soleil Celtic : Contes de Bretagne

1. Le jeune saisonnier, 2015  (ISBN 978-2-302-04228-5)
2. Le vieux Terre-Neuvas, 2015  (ISBN 978-2-302-04350-3)
3. La belle lavandière, 2015  (ISBN 978-2-302-04750-1)

- Bugaled Breizh, 37 secondes, dessin d'Erwan Le Saëc, Locus Solus, 2016  (ISBN 978-2-368-33137-8)
- L'Oiseau Blanc, dessin d'Erwin Drèze et André Taymans, Paquet, 2017  (ISBN 978-2-88890-779-4)
- Elle s'appelait Sarah, adaptation du livre de Tatiana de Rosnay, dessin de Horne, Marabout, 2018  (ISBN 978-2-501-13265-7)
- Simone Veil - L'immortelle, dessin d'Hervé Duphot, Marabulles, 2018  (ISBN 9782501117821) ; édition augmentée, 2020  (ISBN 9782501146852)
- Beate et Serge Klarsfeld : un combat contre l'oubli, dessin de Sylvain Dorange, La Boîte à bulles,  (ISBN 978-2-84953-368-0)

## Œuvres traduites
En breton :
- Bugaled Breizh, 37 eilenn [Bugaled Breizh, 37 secondes], Nadoz-Vor Embannadurioù, 2016.

## Distinctions
- Grand prix des lecteurs 2015 - catégorie meilleure BD européenne[25]
- Serpe d'or en 2016[26]
- Chevalier de l'ordre des Arts et des Lettres en 2022[27]